# Lliterà (Taurinyà)
La Lliterà és un riu de la comarca del Conflent, a la Catalunya del Nord, que neix en el terme de Taurinyà, que travessa totalment de sud-est a nord-oest, i discorre després pel de Codalet abans d'abocar-se en la Tet en el límit d'aquest darrer terme amb el de Prada. Just en els darrers metres del seu recorregut passa per sota de les dues carretera N - 116, la moderna i l'antiga, ara coneguda com a D - 916.

## Terme de Taurinyà
El riu es forma en un estanyol al fons de la vall dessota del Canigó, a l'est del cim, a l'extrem sud-oest de les Costes de Sant Jaume. Des d'aquell lloc davalla cap al nord-oest, en un traçat tortuós per l'orografia dels vessants septentrionals del Canigó, i travessa el Clot dels Estanyols. Quan passa, al cap de poc, per la Jaça dels Cortalets, rep per la dreta el Canal dels Cortalets, i comença a rebre tot de canals -els torrents hi reben aquest nom. Alternant-se, per la dreta s'hi troben el Canal dels Belitres, el de la Font de les Sordes, el de les Sordes, el del Davant del Prat, el de Sant Joan, el del Prat, amb el de les Truges, el de les Bigues, el de Pontarrons, el de l'Hort, el de l'Avellanosa, el del Cabrer, el Canal Verd, el dels Barejos, el del Batlle, el de la Cigalota, el de la Baga, el de l'Escala de l'Ós, el dels Grèvols, el de Carrer Blanc, el dels Estellers, el de la Canaleta, el de Pere Oliva, el de la Lloera, el del Ramat, el del Salt de l'Aigua, el de Jual, i el del Molí, moment en què passa pel costat de llevant del poble de Taurinyà.
Superat aquest poble, els afluents de la Lliterà reben el nom de còrrecs. Al nord seu, hi aflueix per l'esquerra el Còrrec de Vall Panera, que articula la vall d'aquest nom, que passa a ponent del poble. El còrrec de Vall Panera hi aporta tot de còrrecs, que rep al llarg del seu recorregut. Després, aflueixen en la Lliterà els còrrecs de Feixans, de la Torre de Corts, i tot seguit entra en el terme de Codalet.

## Terme de Codalet
La Lliterà entra en el terme de Codalet just després d'on hi hagué les Torres de Bercer, en el lloc on aflueix per la dreta el Còrrec de la Coma de l'Ocell i el Rec de Boera travessa el riu. Al cap de poc deixa a la dreta la capella de Sant Pere de Cuixà i de seguida després el monestir de Sant Miquel de Cuixà, tots dos a una certa distància i més enlairats que el riu. Descriu un ample revolt cap a ponent a l'entorn del monestir, i poc després deixa a l'esquerra els masos Vernis i Rafart, alhora que la carretera de Taurinyà, la D - 27. La Lentillà marca un parell de meandres tancats a la zona plana que travessa en aquell lloc, i deixa a la dreta el Cementiri de Codalet i tot seguit les cases més a l'oest del poble de Codalet.

## Límit dels termes de Codalet i de Prada
Just a l'extrem de ponent del poble de Codalet la Lentillà emprèn el darrer tram del seu recorregut, en el qual fa de termenal entre les comunes de Codalet i de Prada. Travessa per sota de la via del ferrocarril i s'adreça cap a la Tet deixant a la dreta, a Prada, la partida de la Ribereta i a l'esquerra, a Codalet, la de Lentillà.